# Сирмийская битва
Сирмийская битва (венг. Zimonyi csata) — решающее сражение в ходе византийско-венгерской войны 1163—1167 годов, произошедшее 8 июля 1167 года в Среме.

## История
Весной 1167 года, нарушив заключенный в прошлом году мирный договор, в оккупированный византийцами Срем вторглась 15-тыс. армия под командованием Денеша, графа Бача. Император Мануил I Комнин, получивший в начале года тяжёлую травму при игре в поло, поставил вместо себя главнокомандующим Андроника Контостефана.
Переправившись через Саву, Андроник узнал от пленных численность и расположение венгров, после чего решил дать сражение в день святого мученика Прокопия.
Иоанн Киннам следующим образом описывает построение византийского войска:

Впереди приказал он идти скифам [половцам] и большей части персов [турок-сельджуков] вместе с немногими конниками, которые сражаются копьями; потом на обоих флангах следовали фаланги римлян под начальством Кокковасилия и Филокала, также Татикия и, как его зовут, Аспиета. В тылу их шли латники, перемешанные со стрелками, и тяжёловооруженная персидская фаланга; за этими с обоих флангов двигались Иосиф Вриенний и Георгий Врана, также брат последнего Димитрий и Константин Аспиет-Севаст. Далее следовал Андроник, бывший тогда хартуларием царя, по прозванию Лампарда, вместе с отборными римлянами, алеманами и персами; а позади всех — военачальник Андроник со многими другими знаменитыми мужами, которые, по обычаю, всегда находились подле царя, когда он шел на войну [варяжская гвардия], и с наёмными итальянцами и сербами.— Иоанн Киннам. VI, 7
 .
Андроник Лампарда командовал правым крылом, а сам Контостефан с резервом встал в тылу.
Предводитель венгров был уверен в победе, и «узнав о приближении римлян, сделался чрезвычайно дерзок и с колкой насмешкой приказал гуннам, принявшись за чаши, пить за здоровье римлян».
По словам Никиты Хониата, перед самым началом сражения посланец императора доставил Контостефану грамоту с приказом отложить бой и указанием благоприятного дня, в который его следует дать. Командующий проигнорировал это распоряжение и не сообщил о нём своим людям.
По словам Иоанна Киннама, Контостефан задумал хитрый маневр: зная, что венгры атакуют сплошным сомкнутым строем, он поставил в авангарде самые слабые части, приказал им осыпать венгров стрелами, а когда те бросятся в атаку, предпринять ложное отступление, но не прямо назад, а чуть в стороны, чтобы боевой порядок венгров при преследовании разделился надвое и основные силы византийцев могли ударить в образовавшийся разрыв.
Как чаще всего случается с такими хитроумными планами, затея провалилась, так как слабые и нестойкие войска при первом же натиске венгров бросились бежать без оглядки, смяли и привели в беспорядок стоявшие позади части левого крыла, и остановились только на берегу Савы. Оставшиеся в строю византийцы пытались сдержать атаку венгров, но их сил было недостаточно. Командовавший там Димитрий Врана получил смертельную рану в лицо и был захвачен венграми, а войска начинали отступать. Тем временем правое крыло Андроника Лампарды разгромило стоявшие напротив него войска, после чего сражение вступило в решающую стадию. Денеш намеревался прорваться к расположению византийского командующего и решить исход битвы, но Андроник Лампарда и Георгий Врана развернулись и первыми атаковали венгров. В упорном бою венгры остановили их натиск, и Контостефан, видя что византийцы подаются назад, ввел в бой все имевшиеся резервы.

Тут произошло самое упорное сражение, так что при первой стычке римлян пало восемьдесят человек, а варваров гораздо более. Но римляне выдерживали борьбу с какой-то невыразимой стойкостью и наконец, благодаря своему мужеству, обратили гуннов в бегство. Вслед за этим произошло такое побоище варваров, что тамошняя равнина почти вся была устлана их трупами, потому что, когда были переломаны копья и сокрушены мечи, несчастных били по голове дубинами. Тогда было отбито и знамя, которое, по значительной его величине, эти варвары возили на повозке; тогда со всем вооружением был взят и конь Дионисия, а сам Дионисий — не могу сказать, каким образом, — едва спасся от опасности. Да и те из варваров, которые успели убежать с поля битвы и достигли реки, были перехвачены римским флотом. Таким образом, военачальников, которых сами они называют жупанами, взято в плен пять, а воинов около восьмисот, и в этом числе было много лиц благородных, даже знаменитых. Много тысяч их пало в этой борьбе.— Иоанн Киннам. VI, 7
В руки византийцев попала знаменная повозка, аналог карроччо. Никита Хониат пишет, что это было огромное знамя, прикрепленное к шесту, толщиной с бревно, а повозку везли четыре пары волов.
По возвращении в Константинополь было проведено триумфальное шествие к собору Святой Софии. По улицам провели толпу пленных, запряженную белыми лошадями серебряную позолоченную колесницу с образом Богоматери, а замыкали процессию император и Контостефан, оба верхом на лошадях.
Сирмийское сражение решило исход войны, закрепив за Византией обладание Сремом и Далмацией.